# Erik Modig
Erik Olof Modig, född 10 januari 1980, är en svensk forskare vid Handelshögskolan i Stockholm och Stockholms universitet.
Modig blev ekonomie doktor när han disputerade vid Handelshögskolan i Stockholm 2012 med doktorsavhandlingen Understanding Advertising Creativity.
Modigs forskning är inriktad mot hur människor bearbetar och påverkas av olika typer av kommunikation samt orsakerna och effekterna av mänsklig kreativitet.
I september 2013 gav Rheologica förlag ut Modigs bok Värdet av konst (tillsammans med Karolina Modig), en sammanställning av forskningen angående effekten av konst för individer, näringslivet och samhället i stort. Boken uppmärksammades i media.
Modig är även VD och ägare av utbildningsplattformen  Marketing Levels som han grundade 2020. Bolaget kom som ett resultat av att Modig tvingades ställa om till digital undervisning efter covid-19:s utbrott, vilket uppdagade dess fördelar och födde idén om Marketing Levels.

## Böcker av Erik Modig
- Modig, Erik (2012). Understanding Advertising Creativity. ISBN 978-91-7258-872-1
- Modig, Erik och Modig, Karolina (2013). Värdet av konst ISBN 978-91-9803-934-4
- Modig, Erik (2015). Kontroll ISBN 978-91-8779-108-6
- Modig, Erik (2017). Bang for the buck ISBN 978-91-8779-127-7